# Jaklapallisaurus
Jaklapallisaurus là một chi khủng long, được Novas Ezcurra Chatterjee & Kutty mô tả khoa học năm 2011.